# ناندو دکولو

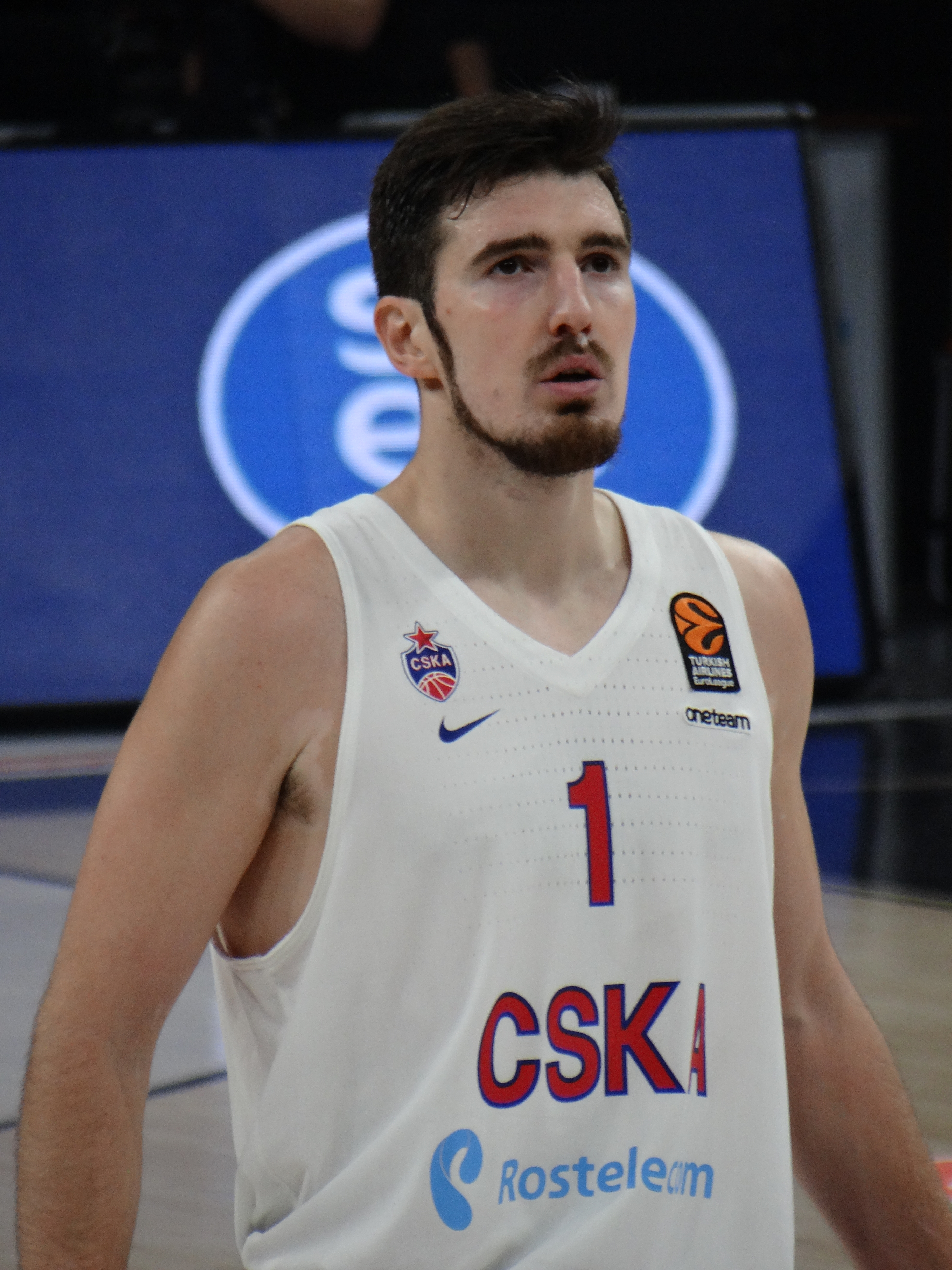

ناندو دکولو (به انگلیسی: Nando de Colo)، متولد ۱۹۸۷ در فرانسه، ملی پوش تیم ملی بسکتبال فرانسه است.
او تا سال ۲۰۱۲ در باشگاه والنسیا در لیگ بسکتبال اسپانیا بازی کرد اما در فصل ۲۰۱۳ با باشگاه سن آنتونیو اسپرز در ان بی ای قراردادی دو ساله بست و عضو این تیم گردید. نهایتاً در سال ۲۰۱۴ او به PBC CSKA Moscow پیوست.